# Henry Doubleday
Henry Doubleday (1 de julio de 1808 - 29 de junio de 1875) fue un entomólogo y ornitólogo británico.

## Biografía
Henry Doubleday era el hijo mayor del cuáquero y tendero Benjamin Doubleday y su esposa Mary de Epping (Essex). Él y su hermano Edward Doubleday pasaron su infancia recolectando especímenes de historia natural en el Bosque de Epping. Vivió al mismo tiempo que su primo Henry Doubleday (1810-1902), el científico y horticultor.
Fue el autor del primer catálogo de mariposas y polillas británicas, Synonymic List of the British Lepidoptera (1847-1850). Nombró una serie de nuevas especies de polillas, entre ellas manulea pygmaeola, xestia ashworthii y hypenodes humidalis. Su colección de mariposas permanece intacta en el Museo de Historia Natural de Londres.